# Dimítris Christófias
Dimítris Christófias, em grego Δημήτρης Χριστόφιας, (Díkomo, 29 de agosto de 1946 - 21 de junho de 2019) foi um político cipriota de esquerda, foi presidente de seu país, de 2008 até 2013.
Christófias era o secretário-geral do AKEL, um partido marxista-leninista. Christófias venceu as eleições presidenciais em 2008 na segunda ronda da votação. Durante toda a campanha eleitoral, ele prometeu reiniciar conversações com os cipriotas turcos, a fim de encontrar uma solução para o conflito cipriota e a reunificação da ilha. Ele também apoiou o encerramento das bases militares britânicas em Chipre. Christófias foi o primeiro presidente comunista do Chipre.

## Biografía
Dimitris Khristófias nasceu em 29 de agosto de 1946 em Dhikomo, distrito de Cirénia, desde então ocupado pela Turquia. Seu pai, um empresário progressista que morreu em 1987, era membro da Federação Pan-Cipriota do Trabalho (PEO).
O jovem Dimítris formou-se no ensino médio em Nicósia, onde se formou em 1964. Aos 14 anos, ingressou na organização escolar PEOM. Aos 18 anos, ingressou na EDON (AKEL Youth Organization), na PEO Union e no AKEL. No 5º Congresso EDON, em 1969, ele foi eleito para o comitê central.
Ele estudou de 1969 a 1974 no Instituto de Ciências Sociais e na Academia de Ciências Sociais em Moscou. Ele sai com o grau de Doutor em História. É nesta cidade que ele conhece sua futura esposa e mãe de três filhos, Elsie Chiratou.
Em 1977, ele foi eleito secretário-geral da EDON, cargo que ocupou até 1987.
No 15º Congresso do AKEL, realizado em 1982, ele se juntou ao Comitê Central do Partido. No congresso seguinte, em novembro de 1986, tornou-se membro pleno do Birô Político do Comitê Central, depois do Secretariado no ano seguinte. Finalmente, em abril de 1988, após a morte de Ezequias Papaioánnou, o cargo de Secretário Geral retornou a ele.
Em 1991 ele foi eleito pela primeira vez para a Câmara dos Representantes. Seu mandato foi renovado em eleições parlamentares em 1996 e 2001. Em 7 de junho de 2001, ele se tornou presidente da Câmara, reeleito em 2006. Ele é neste momento um membro do Conselho Nacional, o órgão consultivo do Presidente da República .
O primeiro turno da eleição presidencial, que foi realizada em 17 de fevereiro de 2008, deu um resultado muito estreita entre três candidatos: Khristófias, Ioannis Kasoulidis DISY (centro-direita) e Presidente cessante Papadopoulos Tassos. Em segundo lugar, com 33,3% dos votos, Khristófias enfrentou Kasoulídis (33,5%) no segundo turno, em 24 de fevereiro. Com o apoio de DIKO (partido de esquerda Papadopoulos), ele ganhou com 53,37% dos votos.
A notícia é recebida com alegria pelo Partido da Esquerda Européia. Em um discurso triunfante em Nicósia, onde bandeiras vermelhas flutuam, o primeiro presidente comunista de Chipre promete retomar as negociações para a reunificação da ilha. Isso torna a prioridade absoluta do novo governo.
Prometeu retomar as negociações para a reunificação da ilha e fez disso a prioridade do seu governo. Embora os seus esforços não tenham levado à reunificação, foram feitos alguns progressos: ambulâncias e trabalhadores conseguiram atravessar a fronteira, o comércio desenvolveu-se, etc. Opôs-se à presença de bases militares britânicas na ilha, que considerava um legado da colonização.
Ele aumentou o salário mínimo e pensões no início do seu mandato. Uma política social que parou quando os bancos cipriotas sucumbiram na sequência da crise grega em 2012. A União Europeia apenas aceitou conceder um plano de ajuda em troca de uma política de austeridade económica, pelo que este nunca foi assinado por Dimitris Christofias. Tentou limitar a crise, obtendo um empréstimo de 2,5 mil milhões de euros da Rússia, ao mesmo tempo que se opunha às privatizações exigidas por Berlim. O presidente também enfrenta um parlamento, onde o seu partido tem apenas 30% dos assentos, o qual rejeita a sua proposta de aumentar os impostos sobre os bancos, responsáveis pela crise.
Em 22 de maio de 2011, o Rally Democrática (DISY), o principal partido de oposição, recebe uma maioria relativa nas eleições parlamentares, que são, no entanto, conquistados pela aliança de esquerda entre AKEL e o Partido Democrático (DIKO).
Dada a impopularidade de seu governo em um contexto de crise financeira aguda, ele não está na eleição presidencial de fevereiro de 2013.
Christófias foi internado em um hospital em 20 de junho e morreu no dia seguinte, em 21 de junho de 2019.